# Célula em clava
A células em clava ou claviformes (antes conhecidas como células de Clara) são células excretoras, encontradas no epitélio dos bronquíolos primários, no pulmão. As células em clava são responsáveis por excretar e absorver glicoproteínas que revestem o epitélio do bronquíolo. Elas também são capazes de degradar certas substâncias tóxicas que são inaladas e auxiliam na reconstrução do epitélio.

## História com o Nazismo
O nome anterior fazia referência à Max Clara, um membro do partido nazista que utilizou amostras de pessoas executadas em suas pesquisas. Por esse motivo, o nome do tipo celular foi modificado, em inglês, para club cells e há recomendações oficiais para o uso de outros nomes. 